# Eleição presidencial nos Estados Unidos em 1844
A  eleição presidencial de 1844 foi a décima-quinta eleição presidencial do país. Elegeu o democrata James Knox Polk, derrotando o membro do partido Whig Henry Clay. O Presidente em exercício em 1844 foi John Tyler, que tinha ascendido ao cargo de presidente após a morte de William Henry Harrison.
Esta foi a última eleição presidencial que foi realizada em dias diferentes, e em diferentes estados. A partir de 1848 todos os estados realizaram na mesma data, em novembro.

## Processo eleitoral
A partir de 1832, os candidatos para presidente e vice começaram a ser escolhidos através das Convenções. Os delegados partidários, escolhidos por cada estado para representá-los, escolhem quem será lançado candidato pelo partido. Os eleitores gerais elegem outros "eleitores" que formam o Colégio Eleitoral. A quantidade de "eleitores" por estado varia de acordo com a quantidade populacional do estado. Em quase todos os estados, o vencedor do voto popular leva todos os votos do Colégio Eleitoral.

## Convenções

### Convenção Nacional doPartido Liberdadede 1843
A segunda Convenção Nacional do Partido Liberdade realizou-se entre 30 e 31 de agosto em Buffalo (Nova Iorque). Havia 148 delegados presentes de 12 estados. Foi nomeado por unanimidade James G. Birney para Presidente e Thomas Morris para a Vice-Presidente.

### Convenção Nacional doPartido Whigde 1844

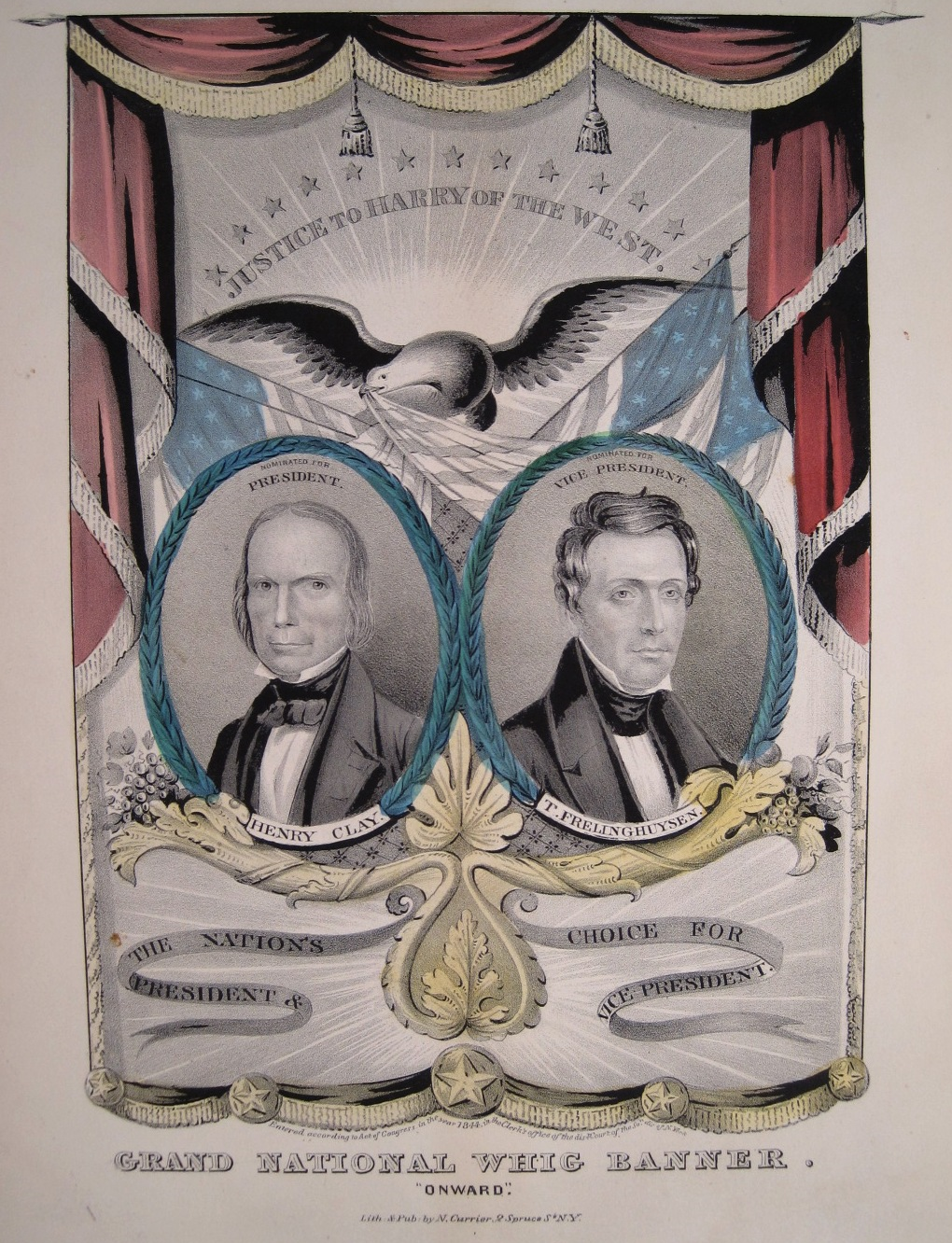
Cartaz Whig de Henry Clay e Theodore Frelinghuysen.

O segunada Convenção Nacional do Partido Whig foi realizada em 1 de maio em Baltimore (Maryland). Havia 275 delegados presentes, representando todos os estados. Foram escolhidos Henry Clay para presodente e Theodore Frelinghuysen para vice-presidente.
| Voto presidencial | 1ª  | Voto vice-presidencial | 1ª  | 2ª  | 3ª  |
| Henry Clay        | 275 | Theodore Frelinghuysen | 101 | 118 | 154 |
|                   |     | John Davis             | 83  | 75  | 79  |
|                   |     | Millard Fillmore       | 53  | 51  | 40  |
|                   |     | John Sergeant          | 38  | 33  | 0   |
|                   |     | Abstenções             | 0   | 0   | 2   |
| ----------------- | --- | ---------------------- | --- | --- | --- |

### Convenção Nacional doPartido Tyler Democratade 1844
Com base dos direitos de cada estado, o presidente John Tyler vetou o projeto de lei de Henry Clay (Whig) que estabelecia um Banco Nacional com agências em vários Estados. Os whigs inconformados, expulsaram Tyler do partido.
Sem partido para concorrer ao segundo mandato, ele criou o seu próprio, o Tyler Democrata. A convenção foi realizada em Baltimore (Maryland) entre 27 e 28 de maio, ao mesmo tempo, com a Convenção Nacional Democrata. É nomeado Tyler para um segundo mandato, mas não é nomeado um para vice-presidente. É possível que a convenção esperava influência da Convenção Nacional Democrata.

### Convenção Nacional doPartido Democratade 1844

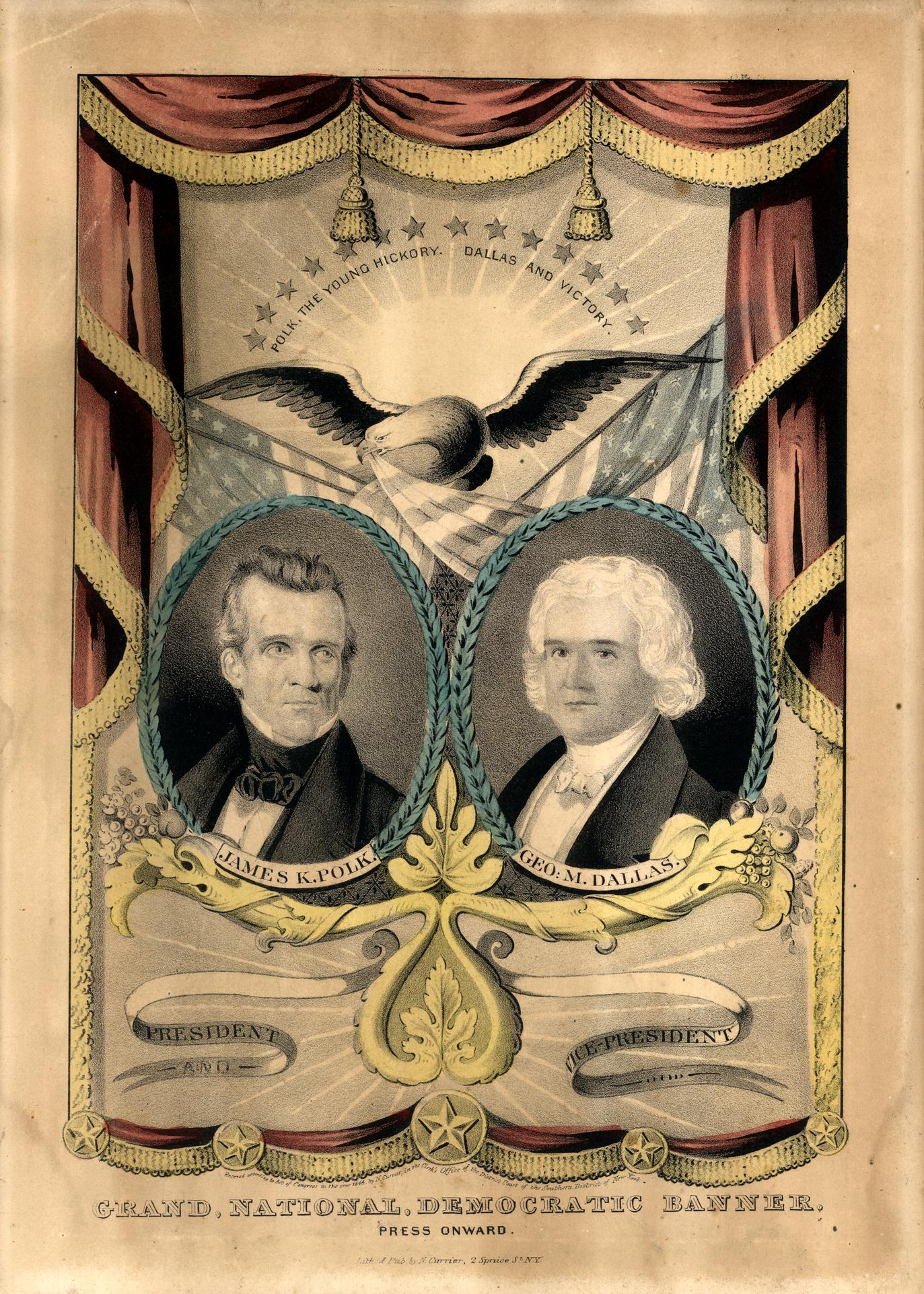
Cartaz Democrata de James K. Polk e George M. Dallas.

A convençao do Democrata foi realizada entre 27 e 30 de maio em Baltimore (Maryland).
| Voto presidencial      | 1ª  | 2ª  | 3ª  | 4ª  | 5ª  | 6ª  | 7ª  | 8ª  | 9ª Antes de mudanças | 9ª Depois de mudanças | Voto vice-presidencial | 1ª  | 2ª  | 3ª  |
| Martin Van Buren       | 146 | 127 | 121 | 111 | 103 | 101 | 99  | 104 | 0                    | 0                     | Silas Wright           | 258 | 0   | 0   |
| Lewis Cass             | 83  | 94  | 92  | 105 | 107 | 116 | 123 | 114 | 29                   | 0                     | John Fairfield         | 0   | 107 | 30  |
| Richard Mentor Johnson | 24  | 33  | 38  | 32  | 29  | 23  | 21  | 0   | 0                    | 0                     | Levi Woodbury          | 8   | 44  | 6   |
| John C. Calhoun        | 6   | 1   | 2   | 0   | 0   | 0   | 0   | 0   | 0                    | 0                     | Lewis Cass             | 0   | 39  | 0   |
| James Buchanan         | 4   | 9   | 11  | 17  | 26  | 25  | 22  | 0   | 0                    | 0                     | Richard Mentor Johnson | 0   | 26  | 0   |
| Levi Woodbury          | 2   | 1   | 2   | 0   | 0   | 0   | 0   | 0   | 0                    | 0                     | Charles Stewart        | 0   | 23  | 0   |
| Charles Stewart        | 1   | 1   | 0   | 0   | 0   | 0   | 0   | 0   | 0                    | 0                     | George M. Dallas       | 0   | 13  | 230 |
| James K. Polk          | 0   | 0   | 0   | 0   | 0   | 0   | 0   | 44  | 231                  | 266                   | William L. Marcy       | 0   | 5   | 0   |
| Abstenção              | 0   | 0   | 0   | 1   | 1   | 1   | 1   | 4   | 6                    | 0                     | Abstenção              | 0   | 11  | 0   |
| ---------------------- | --- | --- | --- | --- | --- | --- | --- | --- | -------------------- | --------------------- | ---------------------- | --- | --- | --- |

## Campanha

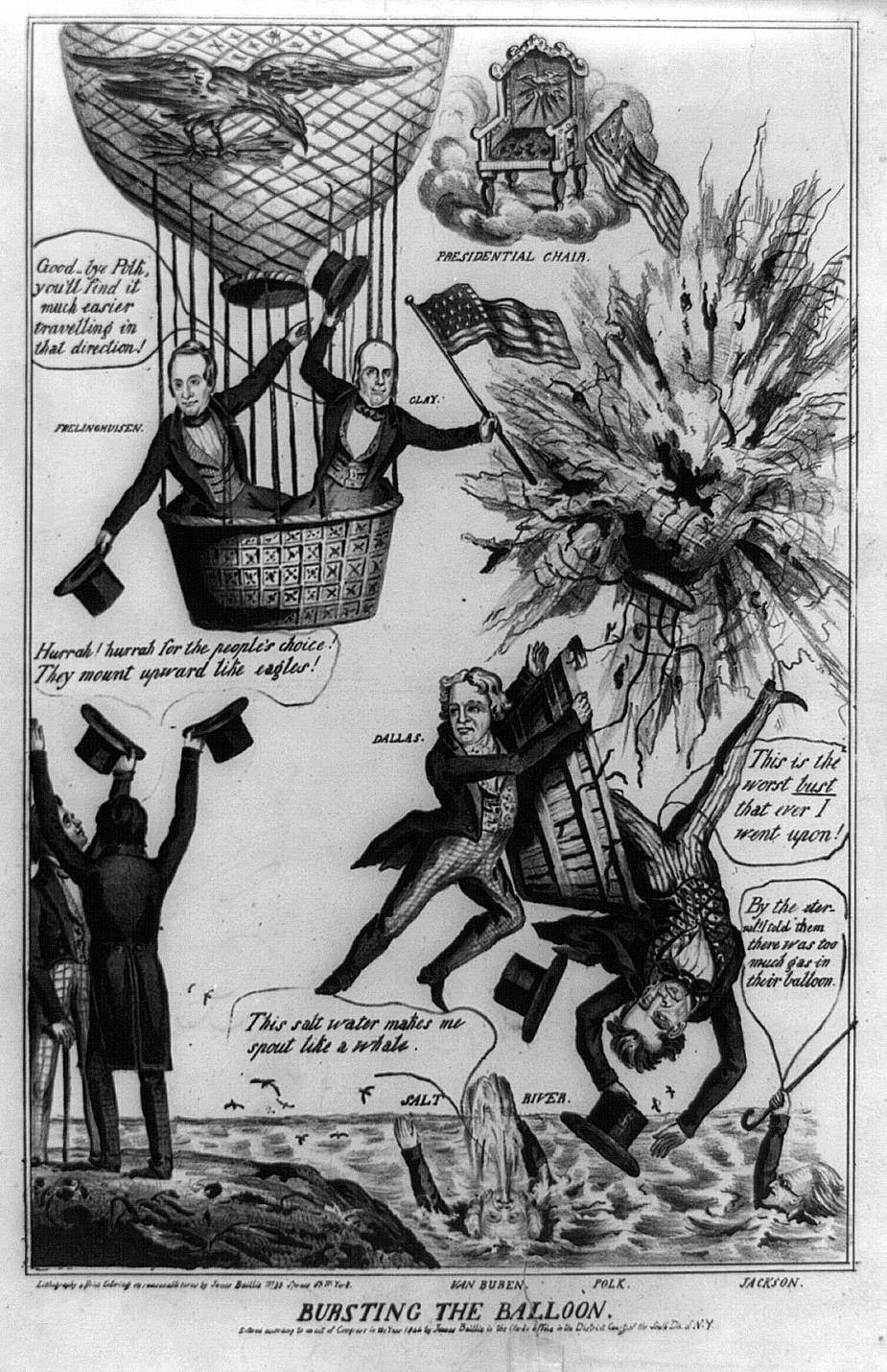
Cartoon político prevendo a derrota de Polk por Clay.

### Saída de Tyler
John Tyler passou grande parte do verão com sua noiva em sua lua de mel em Nova Iorque. Enquanto estava lá, ele descobriu que seu apoio foi muito suave. Ele também recebeu apelos dos democratas para se retirar da campanha, incluindo uma carta de Andrew Jackson. Tyler escreveu uma carta na qual ele se retirou da corrida em torno de 25 de agosto, foi anunciado em vários jornais em 29 de agosto, incluindo a New Hampshire Patriot and State Gazette, a Berkshire County Whig, e no Barre Gazette. O New Hampshire Patriot and State Gazette afirmou que Tyler se retirou por medo de que sua candidatura seria dividir os votos em vão aos de Polk, e potencialmente levar à eleição de Clay.

### Clay e Polk
Polk estava comprometido com a expansão territorial e favorecido a anexação do Texas. Para desviar as acusações de parcialidade pró-escravidão na ação de anexação do Texas, Polk combinou a questão de anexação do Texas com uma demanda para a aquisição de todo o Território de Oregon, que na época era gerida conjuntamente pelos Estados Unidos e o Reino Unido. Isto provou ser uma imensa  mensagem popular, especialmente em comparação com o programa econômico dos whigs. Ele ainda forçou Clay para mover sobre a questão da anexação do Texas, dizendo que ele apoiaria a anexação afinal se ele poderia ser realizado sem guerra e sobre a "justa e equitativa" em termos.

## Resultados
| Candidato presidencial                                           | Partido                                                          | Estado de origem                                                 | Voto popular(a)                                                  | Voto popular(a)                                                  | Colégio Eleitoral | Colégio Eleitoral | Running mate                | Running mate     | Running mate      |
| Candidato presidencial                                           | Partido                                                          | Estado de origem                                                 | Votos                                                            | %                                                                | Votos             | %                 | Candidato vice-presidencial | Estado de origem | Colégio Eleitoral |
| ---------------------------------------------------------------- | ---------------------------------------------------------------- | ---------------------------------------------------------------- | ---------------------------------------------------------------- | ---------------------------------------------------------------- | ----------------- | ----------------- | --------------------------- | ---------------- | ----------------- |
| James K. Polk                                                    | Partido Democrata                                                | Carolina do Norte                                                | 1,339,494                                                        | 49,54%                                                           | 170               | 61,8%             | George M. Dallas            | Pensilvânia      | 170               |
| Henry Clay                                                       | Partido Whig                                                     | Virgínia                                                         | 1,300,004                                                        | 48,08%                                                           | 105               | 38,2%             | Theodore Frelinghuysen      | Nova Jersey      | 105               |
| James G. Birney                                                  | Partido Liberdade                                                | Kentucky                                                         | 62,103                                                           | 2,30%                                                            | 0                 | 0%                | Thomas Morris               | Pensilvânia      | 0                 |
| Outros                                                           | Outros                                                           | Outros                                                           | 2,058                                                            | 0,08%                                                            | 0                 | 0%                | Outros                      | Outros           | 0                 |
| Total                                                            | Total                                                            | Total                                                            | 2,703,659                                                        | 100%                                                             | 275               |                   |                             |                  | 275               |
| Votos minímos do Colégio Eleitoral de que se precisa para vencer | Votos minímos do Colégio Eleitoral de que se precisa para vencer | Votos minímos do Colégio Eleitoral de que se precisa para vencer | Votos minímos do Colégio Eleitoral de que se precisa para vencer | Votos minímos do Colégio Eleitoral de que se precisa para vencer | 138               |                   |                             |                  | 138               |

Fonte - Voto popular: Colégio Eleitoral:
(a) Os valores do voto popular excluem Carolina do Sul, onde os eleitores foram escolhidos pela Assembleia Legislativa e não pelo voto popular.

## Seleção dos "eleitores" do Colégio Eleitoral
| Método de escolha dos "eleitores" do Colégio Eleitoral       | Estado (s)               |
| ------------------------------------------------------------ | ------------------------ |
| Cada "eleitor" é nomeado pelo legislativo estadual.          | Carolina do Sul.         |
| Cada "eleitor" é escolhido pelos eleitores em todo o estado. | Todos os outros Estados. |